# Trung tâm Văn hóa Thâm Quyến

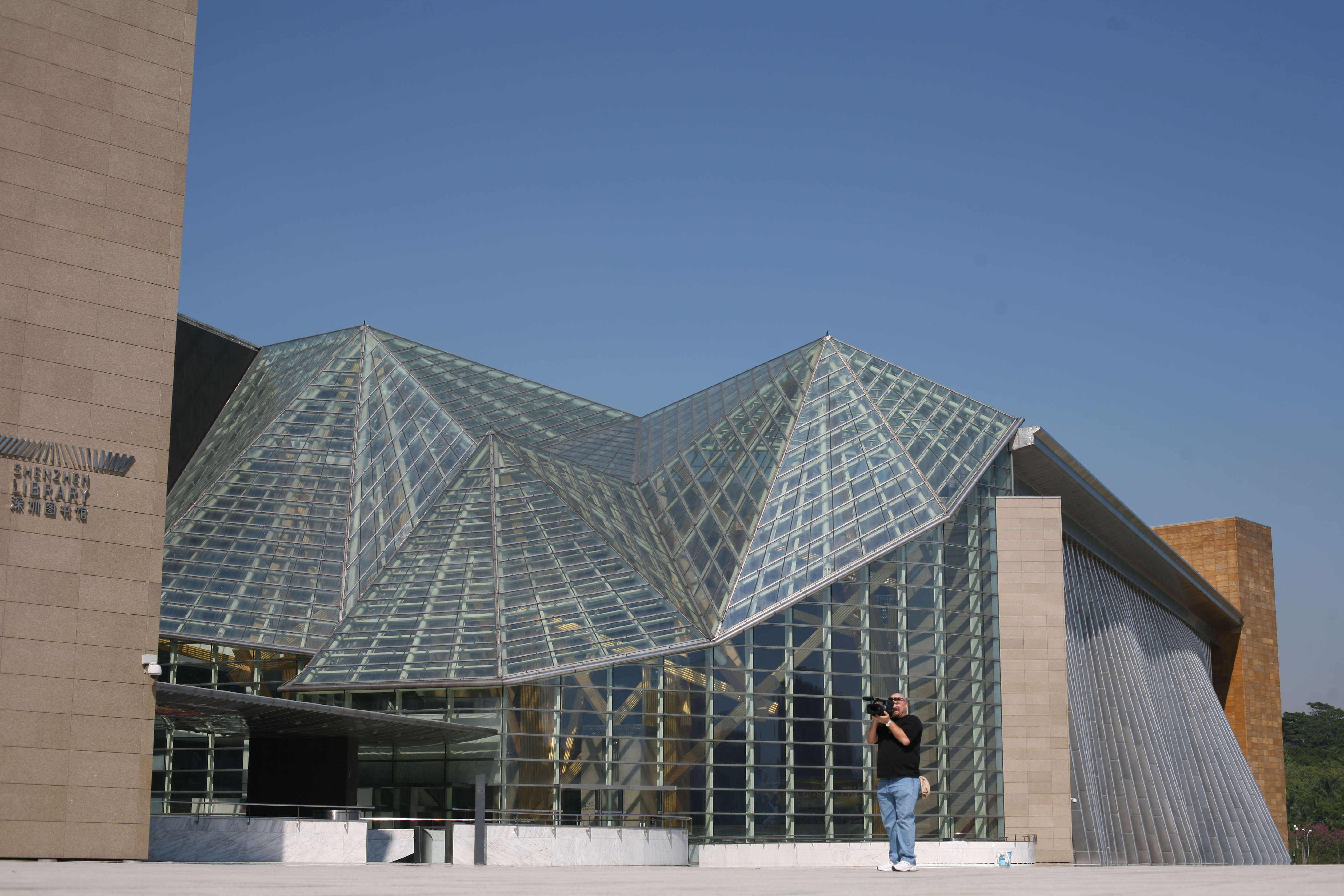
Phòng Hòa nhạc Thâm Quyến ở thành phố Thâm Quyến.

Trung tâm Văn hóa Thâm Quyến bao gồm Phòng Hòa nhạc Thâm Quyến và Thư viện Thâm Quyến và tọa lạc ở quận Phúc Điền, thành phố Thâm Quyến, tỉnh Quảng Đông, Trung Quốc. Công trình này do kiến trúc sư người Nhật Isozaki Arata thiết kế. Phòng hòa nhạc kiểu vườn nho có sức chứa 1800 người và được khai trương vào năm 2007.
Trung tâm này nằm liền kề với thư viện Thâm Quyến và gần Trung tâm Hành chính Thâm Quyến và ga tàu điện ngầm tuyến số 3 Cung Thiếu nhi (少年宫). Đây là một trong hai địa điểm tổ chức buổi hòa nhạc chính ở Thâm Quyến, địa điểm còn lại là Trung tâm Văn hóa Nam Sơn (南山文体中心剧院).
Lễ hội Âm nhạc Quốc tế Vành đai và Con đường đã được khai mạc tại phòng hòa nhạc Thâm Quyến vào năm 2019. Trong lễ hội âm nhạc kéo dài ba tuần, một số buổi hòa nhạc đã được tổ chức quanh thành phố, bao gồm cả tại phòng hòa nhạc này.
Các phòng hòa nhạc khác ở Thâm Quyến bao gồm Nhà hát Bảo Lợi Thâm Quyến (Nam Sơn) (深圳保利剧院).